# Analog Bus Extension for PXI

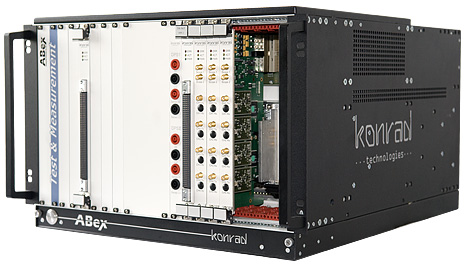
ABex-System

Analog Bus Extension for PXI, kurz ABex ist ein offener Industriestandard, der von der Firma Konrad Technologies entwickelt wurde und als Weiterentwicklung des allgemeinen Standards CompactPCI und PCI eXtensions for Instrumentation (PXI) im Bereich der automatisierten Testsysteme Anwendung findet. Anfangs als firmeninterne Testsysteminfrastruktur entwickelt, wurde die Systemarchitektur offengelegt und steht Mitgliedern der ABex-Systemallianz zur Verfügung.
Hauptintention von ABex ist die Minimierung des Verkabelungsaufwandes und der damit verbundenen potentiellen Störquellen bei der Realisierung von ATE-Systemen (englisch Automated Test Equipment). Als positiver Nebeneffekt gilt eine deutlich schnellere Erstellungszeit von Testsystemen sowie die verbesserte Signalqualität. Anwendung finden ABex-basierte Testsysteme in der Elektronikfertigung im Funktionstest und im In-Circuit-Test sowie in Halbleitertestern für Mixed-Signal-, Protocol-Aware- und MEMS-Test.

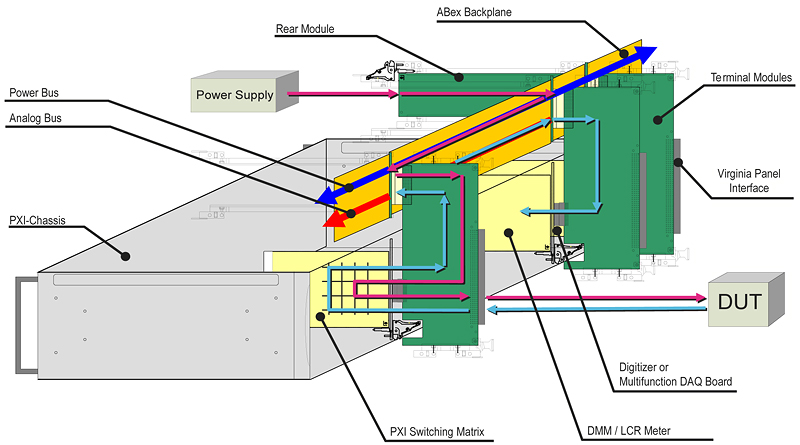
ABex-System-Architektur

Ein ABex-System bietet zusätzlich zu PXI eine Backplane mit einem Analogbus und einem Power-Bus sowie Terminalmodulen, die zur kabellosen Verbindung zwischen den Systemkomponenten dienen. Die benötigten Systembestandteile werden von mehreren Herstellern geliefert und stetig weiterentwickelt. Mit Hilfe des Terminalmodul-Konzepts lassen sich anwendungsspezifische Instrumente realisieren, z. B. Pin-Elektroniken (Elektroniken mit Kontaktstiften) für den Halbleitertest. Dazu werden handelsübliche FPGA-Karten, z. B. von National Instruments, mit Instrumentenerweiterungen auf dem Terminalmodul kombiniert.

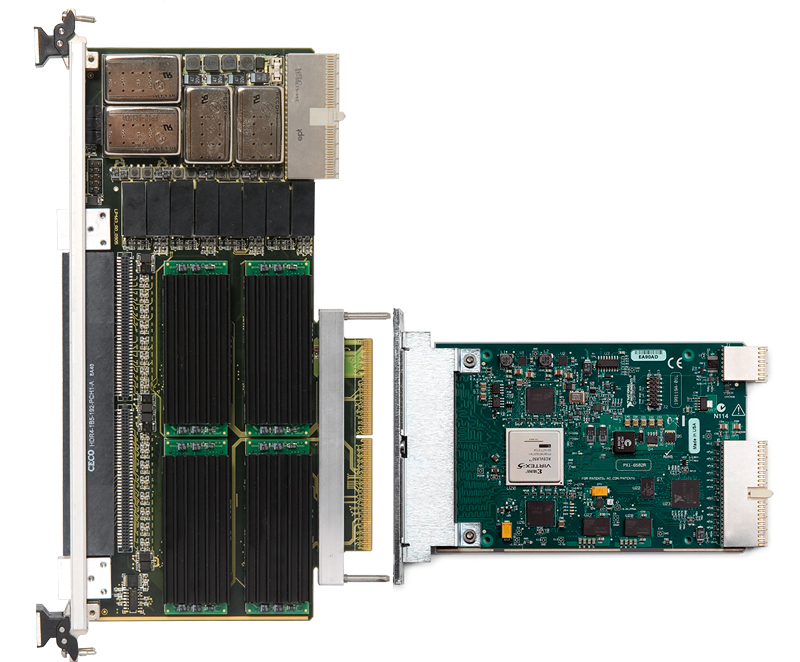
ABex angepasstes Instrument

ABex ist vollständig kompatibel zu PXI. In einem ABex-System kommen entweder Standard-PXI-Chassis mit bis zu 18 Slots zum Einsatz oder verfügen über eine direkt integrierte PXI-Backplane.